# مونیتور ریو گرانجه

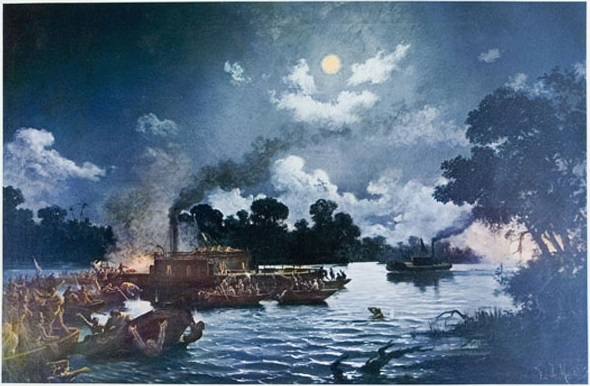
مونیتور ریو گرانجه

مونیتور ریو گراند (به انگلیسی: Brazilian monitor Rio Grande) یک کشتی بود که طول آن ۳۹ متر (۱۲۷ فوت ۱۱ اینچ) بود. این کشتی در سال ۱۸۶۷ ساخته شد.